# Diana (planetka)
(78) Diana je planetka nacházející se v hlavním pásu asteroidů. Její průměr činí asi 121 km. Byla objevena 15. března 1863 německým astronomem R. Lutherem.